# Charles Delfante
 (novembre 2021).
Si vous disposez d'ouvrages ou d'articles de référence ou si vous connaissez des sites web de qualité traitant du thème abordé ici, merci de compléter l'article en donnant les références utiles à sa vérifiabilité et en les liant à la section « Notes et références ».
Charles Delfante est un architecte et urbaniste français, né le 1er septembre 1926 dans le 3e arrondissement de Lyon et mort le 3 janvier 2012 à Caluire-et-Cuire.

## Biographie
Charles Delfante fait ses études secondaires au Lycée Saint-Marc de Lyon, puis des études d’architecture et d’urbanisme, à l'issue desquelles il est nommé urbaniste-conseil au ministère de la Reconstruction.
En 1954, il est l'auteur du premier plan d'urbanisme de Firminy, connu ensuite sous le nom de « Firminy vert ».
Le ministère de la Construction l'engage pour étudier un projet qui deviendra en 1961 le Plan d'aménagement et d'organisation générale de la région lyonnaise (PADOG).
Le 1er septembre 1961, Charles Delfante devient directeur de l’atelier municipal d’urbanisme de la ville de Lyon, récemment créé. Simultanément, il va diriger le groupe d’études mis en place par le ministère pour la restructuration du centre de Lyon, ce qui aboutira à l'aménagement du quartier de la Part-Dieu.
À la suite de son départ de la direction de l’urbanisme lyonnais, Charles Delfante devient conseiller technique de l’Agence d'urbanisme pour l'aménagement de la Part-Dieu. Le 14 février 1975, Charles Delfante et son collègue Henry Pottier inaugurent l'auditorium de Lyon.
Charles Delfante travaille ensuite jusqu’à la fin des années 1990 pour l'État ou pour des entreprises privées.

## Œuvres
- 1975 : auditorium Maurice-Ravel
- 1989-1990 : restructuration des anciennes Galeries Lafayette de Lyon, place des Cordeliers